# 黎晓宏
黎晓宏（1953年3月—），湖北沙市人，中华人民共和国政治人物。
1979年11月加入中國共產黨，中华人民共和国政治人物；曾任北京市人民政府秘書長、中央巡視工作領導小組成員、中央巡視工作領導小組辦公室主任。

## 生平
2004年8月，任华夏证券股份有限公司董事长、党委书记。2005年9月，任中信证券董事、中信建投证券公司党委书记、董事长。2007年3月，任北京市政府秘书长、办公厅主任。2010年1月27日，增选为北京市政协副主席。2011年10月，任中国证券监督管理委纪委书记、党委委员。2013年10月，任中央巡视工作领导小组办公室主任。2017年9月，不再擔任中央巡视工作领导小组办公室主任。2018年1月，当选第十三届全国政协委员。